# Vodoléčba
Vodoléčba (též hydroterapie) je využívaná především v lázeňských městech, kde jsou hostům nabízeny různé druhy koupelí, van, atd. Do vodoléčby se zahrnuje například perličková koupel, podvodní masáže, uhličité koupele atd. Původní metoda využívala obvykle dvoufázové střídání teplé a studené vody.
Za zakladatele této metody je považován jesenický rodák Vinzenz Priessnitz.
- Perličková koupel – vanová koupel s jemným masážním účinkem probublávajícího plynu. Působí pozitivně na nervovou soustavu a krevní oběh[zdroj?]
- Podvodní masáž – ve vaně prováděná masáž pomocí vodních trysek a tlaku vody, který nesmí bolet
- CO2 – uhličitá koupel a bublinkami
- Kneippův chodník – skládá se ze dvou menších bazénků (teplá a studená voda) s oblázky na dně. Pacient přešlapuje v pravidelných intervalech mezi káděmi s vodou a tím dochází ke správnému prokrvení končetin.
- Skotské střiky – jsou velmi povzbudivou procedurou, která střídá studenou a teplou vodu. Skotský střik je aplikován vodním tryskem ze vzdálenosti cca 3 metry.
- colon hydroterapie – čištění střev za pomocí teplé vody[1]
- vířivá lázeň – jemná masáž kůže za pomocí vzduchových bublin
- saunování
- Priessnitzův zábal